# Lavushi-Manda-Nationalpark
Der Lavushi-Manda-Nationalpark liegt am Westhang des südlichen Muchinga-Gebirges am Rande der Bangweulusümpfe im Lavushimanda Distrikt, Sambia.

## Entwicklung
Der Park wurde 1972 von der sambischen Regierung eingerichtet. Der Bestand an Säugern im Park ist, wie auch im nördlich von ihm gelegene Isangano-Nationalpark, wurde durch Wilderei dezimiert. Seit 2011 wir der Lavushi Manda Park vom Kasanka Trust zusammen mit dem Kasanka-Nationalpark mittels eines Memorandum of Understanding mit dem Department of National Parks and Wildlife verwaltet.
Quer durch den Park verläuft eine unbefestigte Straße.

## Ökologie
Der Park liegt etwa zwischen 1200 und 1400 und Meter Höhe. Er ist geprägt von Miombo-Hügelwäldern, großen Dambo-Feuchtwiesen sowie Galeriewäldern entlang der Quellflüsse der Flüsse Lukulu und Lulimala. Der Park dient in der Regenzeit als Hochland-Wildreservat für Huftiere wie Roan, Sable und Hartebeest. Obwohl weitgehend erschöpft, zeigen jüngste Besuche, dass es immer noch eine große Vielfalt an großen Säugetieren gibt, die in geringer Anzahl vorhanden sind, darunter Löwen und Leoparden.
Der Lavushi-Manda-Nationalpark ist eine Important Bird Area. In und um die Auwälder des Parks finden sich Arten wie der Dominohabicht (Accipiter melanoleucus), die Bindenfischeule (Scotopelia peli), der Böhmspint (Merops boehmi) und der Halsband-Feinsänger (Apalis thoracica). In den Miombo-Wäldern sind unter anderem der Strohkopf-Bartvogel (Stactolaema anchietae), der Buschpieper (Anthus caffer) und der  Buntbauch-Nektarvogel (Anthreptes anchietae) verbreitet und in den Dambos-Feuchtwiesen der Hartlaubweber (Euplectes hartlaubi), der Heuschreckenastrild (Ortygospiza locustella) und die Kafferntrappe (Neotis denhami).